# Bukir
Bukir is een bestuurslaag in het regentschap Pasuruan van de provincie Oost-Java, Indonesië. Bukir telt 3904 inwoners (volkstelling 2010).